# Pörlitzer Höhe

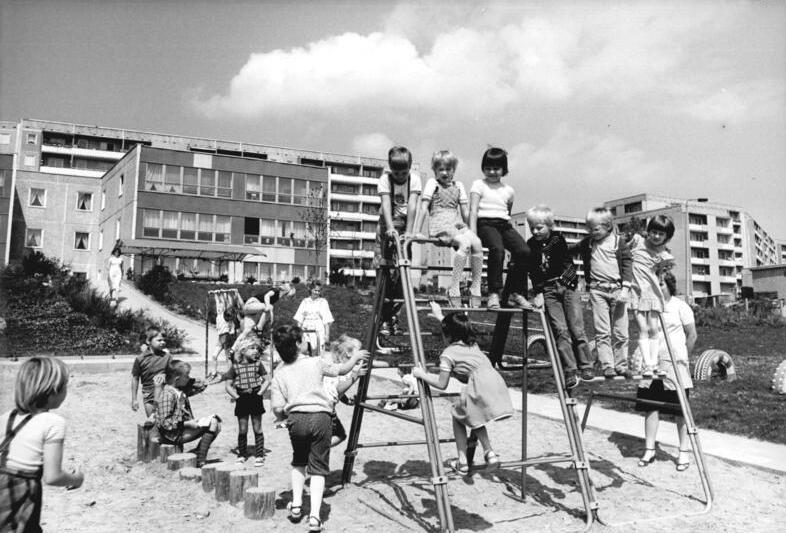
Spielplatz der Kinderkombination II auf der neu errichteten Pörlitzer Höhe 1984

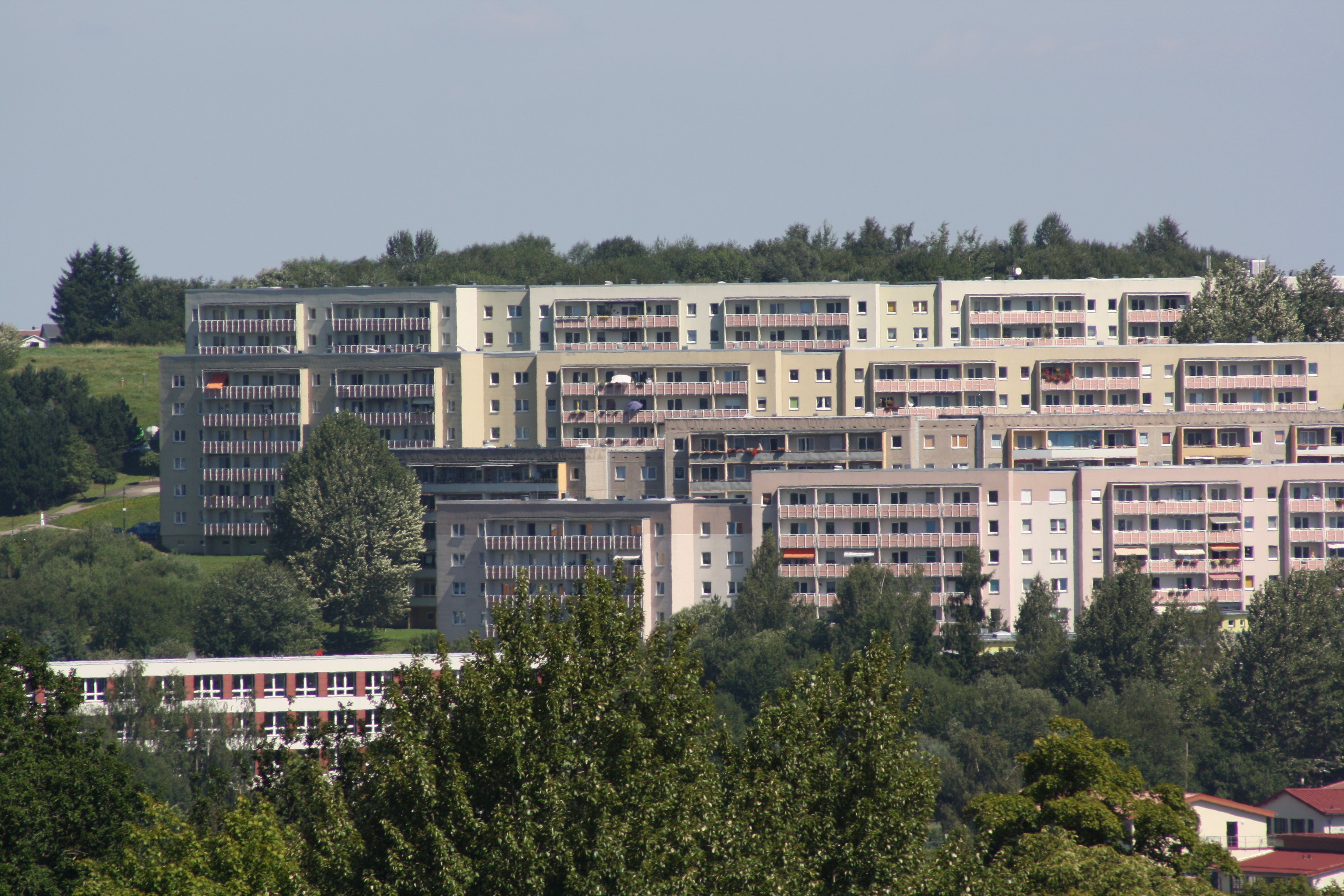
Westlicher Teil Humboldtstraße mit
H.-Hertz-Schule 21. August 2010

Die Pörlitzer Höhe ist ein Höhenzug, der sich von West nach Ost etwa zwei Kilometer nördlich des Stadtzentrums von Ilmenau erstreckt. Er ist bis zu 580 m ü. NHN (Oberpörlitzer Höhe) hoch und etwa vier Kilometer lang. Die Pörlitzer Höhe war bis zu ihrer Rodung vor mehreren Jahrhunderten mit Kiefernmischwald bestanden. Der Boden ist hier sandig und ph-neutral. Sie liegt auf der Ohrdrufer Platte. Die Pörlitzer Höhe stellt die Wasserscheide zwischen der zwei Kilometer entfernt verlaufenden Ilm im Süden und der an ihrem Westende entspringenden Wipfra (Einzugsgebiet der Unstrut) dar. Auf ihr liegen die Orte Oberpörlitz im Westen und Unterpörlitz im Osten.
Ab den 1970er-Jahren wurde am Südhang der Pörlitzer Höhe ein Plattenbaugebiet errichtet. Es wurde nach dem Höhenzug Pörlitzer Höhe benannt.
Umgangssprachliche Bezeichnungen für die Pörlitzer Höhe sind PöHö und Die Höhe, man wohnt auf der Höhe.
Zur Zeit nach deren Errichtung nannte man das Wohngebiet abwertend Golanhöhen.

## Verkehr

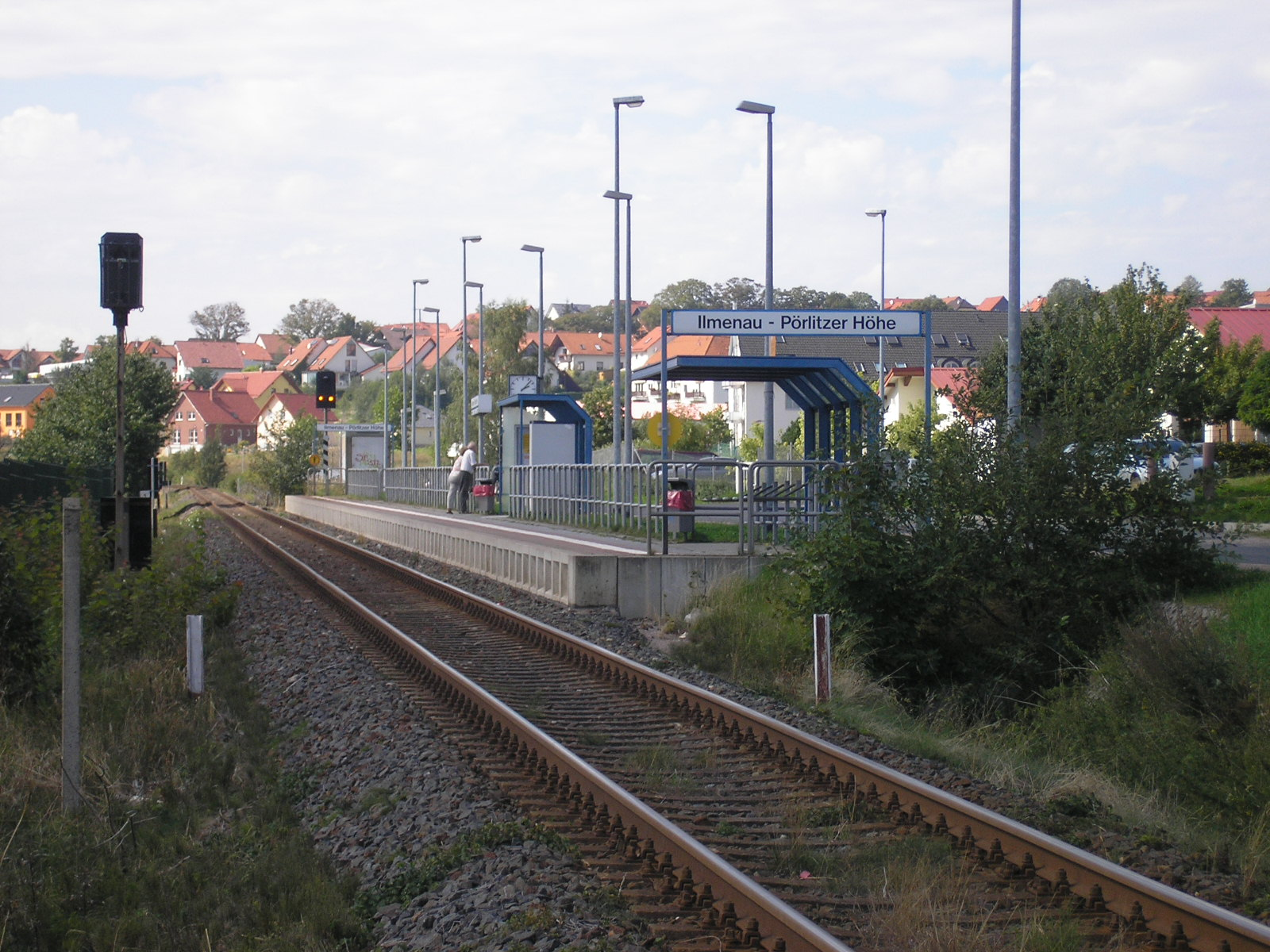
Haltepunkt Pörlitzer Höhe, gesehen aus südöstlicher Richtung, von Ilmenau kommend

Die Pörlitzer Höhe liegt an der Landesstraße von Ilmenau nach Unterpörlitz. Sie wird durch Stadt- und Regionalbuslinien sowie den Haltepunkt Ilmenau Pörlitzer Höhe an den öffentlichen Personennahverkehr angebunden. Er liegt an der Bahnstrecke Erfurt–Ilmenau.
Als die Bahnstrecke von Erfurt nach Ilmenau am 6. August 1879 eröffnet wurde, gab es den Haltepunkt zunächst noch nicht.
Als in den 1980er-Jahren das Plattenbaugebiet errichtet wurde, dachte man zum ersten Mal darüber nach, an der direkt vorbeiführenden Bahnstrecke einen Haltepunkt einzurichten. Diese Pläne wurden aber vorerst nicht verwirklicht. Nach der deutschen Wiedervereinigung und der Eingemeindung der angrenzenden Orte Oberpörlitz und Unterpörlitz nach Ilmenau begann man erneut mit der Deutschen Bahn über die Einrichtung eines Haltepunkts zu verhandeln. Dieses Mal liefen die Gespräche erfolgreich ab, sodass der Haltepunkt 1995 errichtet wurde und in Betrieb ging. An der Finanzierung waren neben der Deutschen Bahn auch die Stadt Ilmenau und der Ilm-Kreis beteiligt. Durch den neuen Haltepunkt wurde die Infrastruktur für das Wohngebiet Pörlitzer Höhe sowie die angrenzenden Orte Ober- und Unterpörlitz und auch für die nordwestlichen Teile Ilmenaus verbessert.
Der Haltepunkt hat den Charakter einer S-Bahn-Station. Er besteht aus einem 110 m langen Bahnsteig, auf dem sich ein Fahrkartenautomat, ein Wartehäuschen und ein überdachter Fahrradstellplatz befinden.
Der Bahnhof wird von der Süd-Thüringen-Bahn mit der Bahnlinie RB 46 Erfurt–Ilmenau angesteuert. Dieser verkehrt im Stundentakt in jede Richtung und wird zu den Stoßzeiten auf einen Halbstundentakt verdichtet (4 Züge je Werktag der RE 45 Erfurt–Ilmenau). An Wochenenden wird die Bahnlinie über den Bahnhof Ilmenau hinaus zum Bahnhof Rennsteig verlängert.